# 国鉄シキ130形貨車
国鉄シキ130形貨車（こくてつシキ130がたかしゃ）は、1953年（昭和28年）4月22日に日本車輌製造支店で1両のみ製造された100 トン積み分割落し込み式大物車である。東京芝浦電気（東芝）所有の私有貨車で、日本国有鉄道（国鉄）に車籍を編入していた。
日本で初めて荷重が100トンに到達した貨車である。この貨車の登場により、40000KVA以上の大型変圧器でも分解せずに運ぶことが可能となった。また、分割落し込み式としても最初の車両である。従来の落し積み式では、横梁の間の空間に上方から貨物を落し込んで抱え込むようにして搭載を行うため、起重機により貨物（重量物）を貨車の上まで持ち上げる必要があった。これに対し分割落し積み式では、横梁（トラス）を前後の車体から分割して取り外せるようになっており、貨物を横移動するだけで搭載位置へ移動させることができるようになっている。
車体長は28,750 mmで、荷受梁はトラス構造で溶接と鋲接を組み合わせて組み立てられていた。台車は板台枠式の3軸ボギー台車を2基ずつ前後に振り分けた3-3-3-3軸複式ボギー（12軸）で、2基の台車の間に枕枠を渡し、その上に荷受梁を載せている構成であった。ブレーキはKD254形を備えていた。シキ280形の脱線事故後、本形式も走行性能不足と判定され、最高速度を積車35km/h、空車45km/h、構内20km/hに制限されたが、1961年（昭和36年）に脱線対策改造が行われ、車体長が28,860 mmに増加、最高速度は積車45km/h、空車65km/hに改善された。
常備駅は当初新芝浦駅で、1983年（昭和58年）1月に貨物駅集約の関係で浅野駅へ移動した。同年11月11日に東芝物流所有に変更となり、1985年（昭和60年）6月4日に廃車となった。